# Cellers (Castell de Mur)
Cellers es una localidad española del municipio de Castell de Mur, perteneciente a la provincia de Lérida, en la comunidad autónoma de Cataluña.

## Toponimia
El lugar puede aparecer referido con las grafías «Cellers» y «Sellés».

## Historia
Hacia mediados del siglo XIX, el lugar pertenecía al municipio de Guàrdia de Noguera. Aparece descrito en el decimocuarto volumen del Diccionario geográfico-estadístico-histórico de España y sus posesiones de Ultramar de Pascual Madoz con las siguientes palabras:

SELLES: ald. en la prov. de Lérida, part. jud. de Tremp, térm. jurisd. de Guardia (V.).
(Madoz, 1849, p. 167)

El municipio de Guàrdia de Noguera desapareció en 1971 y Cellers, con el resto del término municipal, se incorporó al de Castell de Mur. En 2023, la entidad singular de población tenía empadronados 31 habitantes y el núcleo de población, veinticuatro.